# فرانكو أموروزو
فرانكو أموروزو (بالإسبانية: Franco Amoroso)‏ هو لاعب كرة قدم أرجنتيني في مركز الوسط، ولد في 4 يناير 1994 في بوينس آيرس في الأرجنتين. لعب مع نادي خيريث.

## وصلات خارجية
- فرانكو أموروزو على موقع قاعدة بيانات كرة القدم.إي يو (الإنجليزية)
- فرانكو أموروزو على موقع Soccerway.com (الإنجليزية)
- فرانكو أموروزو على موقع AS.com (الإسبانية)